# Liutprand Kremonski
Liutprand Kremonski, tudi: Liudprandus, Liudprand, Liuprand, Lioutio, Liucius, Liuzo in Lioutsios , (latinsko Liudprandus Cremonensis; italijansko Liutprando di Cremona); langobardski škof, zgodovinar in diplomat, * 920, Pavia, † 972, (Sveto rimsko cesarstvo, danes: Italija) 

Znamenita je zlasti njegova zgodovinska kronika Antapodosis (Obračun, Maščevanje).

## Življenjepis
Liutprand se je rodil v longobardski uradniški družini okrog 920 in je dobil izobrazbo na dvoru kralja Huga Provansalskega v Paviji. Ko je ostal sirota brez očeta, ga je posinovil drugi materin mož, ki je bil odposlanec kralja Huga v Carigradu. Bil je posvečen v diakona in vstopil v službo pri kralju Berengarju II.. Pogosto so ga pošiljali v diplomatsko misijo na papeški dvor.
Hodil je po poočimovih stopinjah in je odšel 949 kot diplomat v Carigrad na dvor bizantinskega cesarja Kostantina VII.. Ob svoji vrnitvi je padel v nemilost pri Berengarju iz neznanih razlogov; varstvo in službo pa je našel pri bodočem svetorimskem cesarju Otonu I., takratnem nemškem kralju. Liutprand si je prizadeval skozi daljše časovno obdobje, skupaj z mnogimi italijanskimi begunci na nemškem dvoru, naj posreduje v Italiji proti Berengarju, ki so ga mnogi imeli za samodržca. V zvezi s tem se je Liutprand mogel vrniti v domovino; ob priliki cesarjevega kronanja v Rimu je 961 postal škof v Cremoni, kot sam pripoveduje in kar potrjujejo tudi sodobne listine tistega časa. 

Zaradi svojega – sicer nepopolnega – znanja grščine in nemščine, je postal Liutprand osrednja osebnost v zvezi s političnimi in diplomatskimi razmerami sredi 10. stoletja v Italiji, Svetorimskem cesarstvu in tudi v odnosih z Bizantinskim cesarstvom. 

On je v svojih poroča kot navzoča priča o kronanju Otona I. in Otona II. , odstavitvi papežev Janeza XII. , Benedikta VI. , kakor tudi o izvolitvi Leona VIII.  in Janeza XIII. , pa tudi o ravenski sinodi. 968 je bil poslan še enkrat na bizantinski dvor k cesarju Nikiforju Fokasu. O njem nam je zapustil izredno žive in zanimive zapise o tem neizobraženem in malopridnem bitju, ki ga je opisal z nezaslišanim zaničevanjem in surovostjo; temu se ne smemo čuditi, saj so se vzhodni cesar in njegovi dvorjaniki nad zahodnim poslanstvom na vsakem koraku izživljali in ga poniževali. Tokrat je brezuspešno prišel prosit za roko bizantinsko cesarsko nevesto Teofano za svetorimskega cesarja Otona II.  

### Dela
Liutprandova dela poročajo o dogodkih, ki jim je bil sam priča. Zanimiv je zlasti po svojem živahnem pripovedovanju, polnem anekdot; ne skrbi ga preveč zgodovinska resnica, ampak predvsem obračun z osebami, s katerimi se je iz raznih razlogov sprl in je pretrpel razne nadloge, pa najsi gre za cesarje, kralje ali papeže. Že sam naslov Antapodosis pomeni Obračun (maščevanje, povračilo); naperjen je zoper Berengarja II. in njegovo ženo Vilo Arleško (Willa d'Arles), ki jima naprti krivice in ju zasmehuje, podobno kot je Liber de legatione constantinopolitana naperjen zoper carigrajskega cesarja in njegov dvor. Veliko bolj umirjen – že klečeplazen – ton pa vsebuje nedokončana knjiga Liber de rebus gestis Ottonis Magni Imperatoris, ki jo je Liutprand posvetil Otonu in njegovemu dvoru. 

Sad prvega potovanja v Carigrad je torej knjiga Relatio de legatione constantinopolitana, v kateri se neusmiljeno norčuje iz bizantinskega cesarja in njegovega dvora. Njegov prepirljivi značaj se kaže tudi v Antapodosisu. V tem spisu se izmenjujeta poezija in proza, ter opisuje italijanske dogodke od 887 do 950; tukaj je dal duška svoji zameri zoper Berengarja in njegovo ženo Vilo (Willa d'Arles). Bolj resno in skrbno pripravljeno delo, žal nedokončano, je Liber de rebus gestis Ottonis imperatoris, ki pripoveduje zgodovino Otona I. od 960 do 964. 

Ta dela, v katerih latinščina pogosto šepa, vendar so opisi izredno živi – predstavljajo v vsakem primeru, poleg bolj doslednih spisov Rateria Veronskega, obdobje, ki ga imenujemo tudi Otonijanska renesansa. Posebno vrednost imajo opisi bizantinskega dvora izpod peresa takratnega zahodno-latinskega Evropejca. 

### Dela in prevodi
(angleško)
- Antapodosis, seu rerum per Europam gestarum, Libri VI, a historical narrative, relating to events, largely in Italy, from 887 to 949. Compiled, according to Encyclopædia Britannica, "with the object of avenging himself upon Berengar and Willa his queen"[6]
- Historia Ottonis, a praise of his patron Otto, unfortunately covering only the years from 960 to 964, written as a partisan of the Emperor
- Relatio de legatione Constantinopolitana ad Nicephorum Phocam covering the years 968 and 969
- F. A. Wright, translator, The Works of Liudprand of Cremona London and New York 1930.
- J. J. Norwich, editor, Liutprand of Cremona, The Embassy to Constantinople and Other Writings.  Everyman Library, London: Dent, 1993 (reprint, with new introduction, of the 1930 Wright translation).
- Brian Scott, editor and translator, Liudprand of Cremona, Relatio de Legatione Constantinopolitana. Bristol Classical Press, 1993.
- The Complete Works of Liudprand of Cremona, Paolo Squatriti, ed. and trans. Washington, D.C.: Catholic University of America Press, 2007.

(madžarsko)
- Michael Rentschler: Cremonai Liudprand. Tanulmány a középkor kelet-nyugati kultúrtörténetéhez. In: Peter Classen–Cremonai Liudprand: A Nyugat és Bizánc a 8-10. században. Szerk.: Baán István. Budapest, Bizantinológiai Intézeti Alapítvány, 2005. pp. 193-308 ISBN 9638667923
- Az államalapítás korának írott forrásai, szerk.: Kristó Gyula, Szeged, 1999.
- Magyar katolikus lexikon Arhivirano 2008-02-03 na Wayback Machine.

(italijansko)
- Luitprandi subdiaconi Toletani ... Cremonensis episcopi Opera quae extant. Chronicon et adversaria nunc primum in lucem exeunt, P. Hieronymi de la Higuera Societatis Iesu presbyteri, D. Laurenti Ramirez de Prado notis illustrata, Antuerpiae 1640.
- Die Werke Liudprands von Cremona, herausgegeben von Joseph Becker, (Monumenta Germaniae historica. Scriptores. Scriptores rerum Germanicarum in usum scholarum separatim editi; 41), Hannover 1915. ISBN 3-7752-5290-8
- Liutprando da Cremona, Tutte le opere: La restituzione, Le gesta di Ottone I, La relazione di un'ambasceria a Costantinopoli: (891-969), a cura di Alessandro Cutolo, Milano, Bompiani, 1945
- Liutprando di Cremona, Italia e Oriente alle soglie dell'anno mille, (contiene: Antapodosis ovvero Libro della retribuzione dei re e dei principi d'Europa), a cura di Massimo Oldoni e Pierangelo Ariatta, Novara, Europìa, 1987.
- Liutprandus Cremonensis, Liudprandi Cremonensis Opera omnia (comprende: Liudprandi Cremonensis Antapodosis, Homelia Paschalis, Historia Ottonis, Relatio de legatione Constantinopolitana), cura et studio P. Chiesa, (Corpus Christianorum. Continuatio Mediaevalis; 156), Turnholti,Brepols, 1998.
- Liudprandus Cremonensis, Opera omnia, curante CETEDOC, Universitas catholica Lovaniensis Lovanii Novi, (Corpus Christianorum. Instrumenta lexicologica Latina. Ser. A, Formae; 105), Turnhout, Brepols, 2001. ISBN 2-503-64562-3

(nemško)
- Paolo Chiesa: Liutprandi Cremonensis Opera Omnia, (Corpus Christianorum, Continuatio Mediaevalis, Bd. 156), Brepols, Turnhout 1998.
- Joseph Becker: Die Werke Luidprands von Verona, 3. Auflage, Hahnsche Buchhandlung,  Hannover/Leipzig 1915, (MGH SS. rer. Germ., 41) (Digitalisat)
- Albert Bauer/Reinhold Rau (Übers.): Liudprands Werke, deutsche Übersetzung mit dem lateinischen Text von Joseph Becker, in: Rudolf Buchner [et al.] (Hrsg.): Quellen zur Geschichte der sächsischen Kaiserzeit (Freiherr vom Stein-Gedächtnisausgabe, A 8), 4. Auflage, Wissenschaftliche Buchgesellschaft, Darmstadt 1992, ISBN 3-534-01416-2.
- Bernhard Bischoff: Eine Osterpredigt Liudprands von Verona (um 960), in: ders.: Anecdota novissima. Texte des vierten bis sechzehnten Jahrhunderts,  (Quellen und Untersuchungen zur lateinischen Philologie des Mittelalters, Bd. 7), Hiersemann, Stuttgart 1984, S. 20–34.
- Girolamo Arnaldi: Liudprando e la Storiografia contemporanea nell’Italia Centro-Settentrionale. In: La Storiografia Altomedievale, 10–16 aprile 1969, Bd. 17, Spoleto 1970, S. 497–519.
- Wolfgang Huschner: Transalpine Kommunikation im Mittelalter. Diplomatische,kulturelle und politische Wechselwirkungen zwischen Italien und dem nordalpinen Reich (9.–11. Jahrhundert). Bd. II, (Monumenta Germaniae Historica, Schriften, Bd. 52), Hannover 2003, S. 510–623.
- Tobias Hoffmann: Diplomatie in der Krise. Liutprand von Cremona am Hofe Nikephoros II. Phokas, in: Frühmittelalterliche Studien, Nr. 43 (2009), S. 113–178.
- Ernst Karpf: Liutprand von Cremona, in: Lexikon des Mittelalters, Bd. 5, München und Zürich, Sp. 2041 f.
- Johannes Koder/Thomas Weber: Liutprand von Cremona in Konstantinopel. Untersuchungen zum griechischen Sprachschatz und zu realienkundlichen Aussagen in seinen Werken, (Byzantina Vindobonensis, Bd. 13), Wien 1980.
- Michael Rentschler: Liutprand von Cremona. Frankfurt am Main 1981.
- Rudolf Schieffer (1985) (v nemščini). "Liudprand ". V Neue Deutsche Biographie (NDB). 14.  Berlin: Duncker & Humblot. str. 721 et seq.. (polno besedilo na spletu)
- Gerhard Schwartz: Die Besetzung der Bistümern Reichsitaliens unter den sächsischen und salischen Kaisern mit den listen der Bischöfe 951-1122, Verlag von B. G. Teubner in Leipzig und Berlin 1913, S. 110.
- Jon N. Sutherland: Liutprand of Cremona, bishop, diplomat, historian. Spoleto, Centro Italiano di Studi sull’Alta Medioevo, 1988.
- Wilhelm Wattenbach (1884), »Liutprand«, Allgemeine Deutsche Biographie (ADB) (v nemščini), zv. 19, Leipzig: Duncker & Humblot, str. 19–20
- Lexikon für Theologie und Kirche. 2. völlig neu bearbeitete Auflage, Bd. 6, Freiburg im Breisgau 1961, 1105 f.